# Mareen Kräh
Mareen Kräh (ur. 28 stycznia 1984) – niemiecka judoczka. Olimpijka z Rio De Janeiro 2016, gdzie zajęła dziewiąte miejsce w wadze półlekkiej.
Brązowa medalistka mistrzostw świata w 2013; siódma w 2014; uczestniczka mistrzostw w 2005, 2011 i 2015. Startowała w Pucharze Świata w latach 2004–2009, 2011 i 2012. Zdobyła brązowy medal na mistrzostwach Europy w 2006 i 2012. Druga na igrzyskach europejskich w 2015 roku.

## Letnie Igrzyska Olimpijskie 2016
| Konkurencja | Rundy eliminacyjne     | Rundy eliminacyjne       | Klas. końcowa |
| Konkurencja | Przeciwnik I           | Przeciwnik II            | Miejsce       |
| ----------- | ---------------------- | ------------------------ | ------------- |
| 52 kg       | Darya Skrypnik (BLR) Z | Odette Giuffrida (ITA) P | 9.            |